# Округ Снајдер (Пенсилванија)
Округ Снајдер (енгл. Snyder County) је округ у америчкој савезној држави Пенсилванија.

## Демографија
По попису из 2010. године број становника је 39.702, што је 2.156 (5,7%) становника више него 2000. године.
| Група             | 2000.          | 2010.          |
| Белци             | 36.559 (97,4%) | 38.127 (96,0%) |
| Афроамериканци    | 307 (0,8%)     | 428 (1,1%)     |
| Азијати           | 156 (0,4%)     | 214 (0,5%)     |
| Хиспаноамериканци | 368 (1,0%)     | 657 (1,7%)     |
| Укупно            | 37.546         | 39.702         |